# Antonio Bailetti
Antonio Bailetti (Nanto, 29 september 1937) is een voormalig Italiaans wielrenner.
Bailetti won tijdens de Olympische Zomerspelen 1960 in eigen land samen met zijn ploeggenoten de gouden medaille op de 100 kilometer ploegentijdrit, in de wegwedstrijd eindigde hij als tiende. Zowel in 1962 als in 1963 won Bailetti een etappe in de Ronde van Frankrijk en de Ronde van Italië.

## Overwinningen
1961
5e etappe Ronde van Sardinië
6e etappe (deel B) Rome-Napels-Rome
3e etappe (deel B) Tre Giorni del Sud
1962
2e en 6e etappe Ronde van Sardinië
Nice-Genua
4e etappe Ronde van Italië
9e etappe Ronde van Frankrijk
1963
21e etappe Ronde van Italië
5e etappe Ronde van Frankrijk
1964
2e etappe Ronde van Sardinië
GP Monaco
1966
Trofeo Laigueglia

## Resultaten op kampioenschappen
| Jaar | WK  | Olympische Zomerspelen            |
| ---- | --- | --------------------------------- |
| 1960 |     | ploegentijdrit · 10e wegwedstrijd |
| 1962 | 33e |                                   |

## Resultaten in voornaamste wedstrijden
| Jaar | Ronde van Italië | Ronde van Frankrijk | Ronde van Spanje |
| ---- | ---------------- | ------------------- | ---------------- |
| 1961 | 76e              |                     |                  |
| 1962 | 39e (1)          | 80e (1)             |                  |
| 1963 | 42e (1)          | 55e (1)             |                  |
| 1964 | 76e              |                     |                  |
| 1965 | 46e              |                     |                  |
| 1966 | 55e              |                     |                  |
| 1967 |                  |                     |                  |
| 1968 |                  |                     | opgave           |

| Jaar | Milaan-San Remo | Parijs-Roubaix |
| ---- | --------------- | -------------- |
| 1961 | 61e             |                |
| 1962 | 10e             | 53e            |
| 1963 | 56e             |                |
| 1964 | 102e            |                |
| 1965 | 38e             |                |
| 1966 | 76e             |                |
| 1967 | 95e             |                |
| 1968 |                 |                |

1960: Trapè, Bailetti, Cogliati, Fornoni ·
1964: Zoet, Dolman, Karstens, Pieterse ·
1968: Zoetemelk, Den Hertog, Krekels, Pijnen ·
1972: Jardi, Komnatov, Lichatsjov, Sjoekov ·
1976: Tsjoekanov, Tsjaplygin, Kaminski, Pikkuus ·
1980: Kasjirin, Logvin, Sjelpakov, Jarkin ·
1984: Bartalini, Giovannetti, Poli, Vandelli ·
1988: Ampler, Kummer, Landsmann, Schur ·
1992: Dittert, Meyer, Peschel, Rich
Wielerploegen van Antonio Bailetti
Adorni  ·
Armani ·
Bailetti ·
Bettinelli ·
Casalini ·
Casati ·
De Pauw ·
De Rosso ·
Delocht ·
Denti ·
Farisato ·
Grazioli ·
Lelangue ·
Mealli ·
Merckx  ·
Portalupi ·
Reybrouck ·
Scandelli ·
Sercu ·
Soave ·
Spruyt ·
Swerts ·
Van Den Bossche ·
Van Schil ·
Zuccotti
Antheunis ·
Bailetti ·
Brands ·
Conti ·
De Rosso ·
Delocht ·
Desaymonet ·
Di Caterina ·
Farisato ·
Merckx ·
Mintjens ·
Opdebeeck ·
Re ·
Reybrouck ·
Scandelli ·
Scheers ·
Sercu ·
Soave ·
Spruyt ·
Stevens ·
Swerts ·
Van De Kerckhove ·
Van Den Bossche ·
Van Schil ·
Van Sweevelt ·
Vandenberghe ·
Vrijders